# Macro-jê-språk

Macro-jê-språkens geografiska utbredning

Macro-jê-språk är en språkfamilj som placerar sig Sydamerika; nästan exklusivt i central och södra delar av Brasilien. Enligt en hypotes hör språkfamiljen till en större makrofamilj tillsammans med jê-tupi-karib-språk med detta är inte tillräckligt testats.
Språkfamiljen delas i sju undergrupper och den består av 30 individuella språk:
- Aimorespråk
- Jabutispråk
- Jespråk
- Karajá
- Maxakalianska språk
- Ofayé
- Rikbaktsa